# Die China-Mission
Die China-Mission (Originaltitel: State Department: File 649) ist ein US-amerikanischer Agentenfilm aus dem Jahr 1949 von Sam Newfield mit William Lundigan und Virginia Bruce in den Hauptrollen. Der Film wurde von Sigmund Neufeld Pictures, Inc. produziert.

## Handlung
Im State Department wird der Ex-Marine Ken Seeley, Dienstnummer 649, auf seinen Einsatz als Beamter im auswärtigen Dienst (Foreign Service Officer) in Nordchina vorbereitet. Während dieser Zeit verliebt er sich in seine Kollegin Marge Waldon. Kens Eltern waren Missionare und wurden von mongolischen Banditen ermordet. Nun will er nach China, um für den Frieden zu arbeiten. 
Ken fliegt nach Peking und gerät dort mitten in einen Aufstand, dem schon einige US-Bürger zum Opfer gefallen sind. Ken wird beinahe getötet, doch er schafft es zu seinem Posten in Ming-Goo. Ken, Marge und Don Logan sollen den Konsul Howard Brown unterstützen. Als ein bewaffneter Trupp Männer durch Ming-Goo zieht, vermuten die Amerikaner, dass der Bandenchef Marshall Yun Usu etwas plant. Einige Tage später erscheint Yun Usu, übernimmt die Kontrolle im Konsulat und hält die Amerikaner als Geiseln. Der Funker Johnny Han funkt um Hilfe, wird aber dabei erwischt. Ihm werden die Arme abgeschlagen, und er wird zum Sterben liegen gelassen. Mehrere Einwohner von Ming-Goo lässt er als Regierungssympathisanten hinrichten. 
Die US-Botschaft in Nanking funkt das Konsulat an. Da das Funkgerät defekt ist, kann man nur empfangen, aber nicht senden. Sollte binnen 24 Stunden keine Antwort kommen, wird der Botschafter einen Bomber nach Ming-Goo entsenden und das Konsulat bombardieren lassen. Yun Usu befiehlt Ken, das Funkgerät zu reparieren. Dazu benötigt Ken Röhren, die er aus Yun Usus Wagen holt. Dabei kann er Dynamit mit der Autobatterie verbinden.
Um sich vor einem amerikanischen Angriff zu schützen, nimmt Yun Usu Ken als Geisel in seinem Wagen mit und verlässt Ming-Goo. Als der Wagen ein Kind anfährt, weigert sich Yun Usu anzuhalten und zu helfen. Ken verbindet die Batteriedrähte. Der Marshal beginnt über seine bevorstehende Revolution zu sprechen. Ken bezeichnet ihn als verrückten Hund. Der wütende Yun Usu schießt Ken in den Bauch. Noch bevor Ken das Bewusstsein verliert, schaltet er das Radio an, was zu einer Explosion führt, die alle Insassen tötet.
In Washington wird Kens Name einer Liste zugefügt, die alle FSO beinhaltet, die im Dienst für ihr Land starben.

## Produktion

### Hintergrund
Gedreht wurde der Film von Mitte September bis Anfang Oktober 1948 auf der Iverson Movie Ranch in Chatsworth sowie in den Nassour-Studios in Hollywood und in den Universal-Studios in Universal City.

### Stab
Regisseur Sam Newfield, der das Pseudonym Peter Stewart nutzte, arbeitete mit seinem Bruder, dem Produzenten Sigmund Neufeld, zusammen. Ein weiteres Familienmitglied war der Regieassistent Stanley Neufeld, sein Neffe.

### Besetzung
In kleinen nicht im Abspann erwähnten Nebenrollen traten John Dehner und Kam Tong auf. Ebenfalls unerwähnt blieb Lee Bennett als Don Logan.

## Veröffentlichung
Die Premiere des Films fand am 11. Februar 1949 statt. In der Bundesrepublik Deutschland wurde er am 15. Februar 1990 im deutschen Fernsehen ausgestrahlt.

## Kritiken
Das Lexikon des internationalen Films schrieb: „Uninspirierter Spionagefilm, der Mängel in Fotografie und Drehbuch durch Härte auszugleichen versucht.“
Der Kritiker des TV Guide nutzte die gleiche Bezeichnung des uninspirierten Spionagefilms.